# 디미트리오스 드리바스
디미트리오스 드리바스(그리스어: Δημήτριος Δρίβας)는 그리스의 수영 선수이다. 그는 아테네에서 열린 1896년 하계 올림픽에 참가했다.
카사피스는 100미터 해군 자유형 경기에 참가했다. 3명의 참가자 중 3위를 차지해서 꼴찌이긴 했지만 동메달을 받았다.